# Europsko prvenstvo u košarci – Belgija 1977.
Europsko prvenstvo u košarci 1977. godine održalo se u Belgiji od 15. do 24. rujna 1977. godine.
Hrvatski igrači koji su igrali za reprezentaciju Jugoslavije: Krešimir Ćosić, Vinko Jelovac, Željko Jerkov i Duje Krstulović. Bosanskohercegovački Hrvat Anto Đogić je također igrao za reprezentaciju.